# Résistance à Lyon
La Résistance à Lyon est l'ensemble des mouvements clandestins qui luttent durant la Seconde Guerre mondiale contre l'occupant nazi et les collaborateurs à Lyon.

## La Résistance lyonnaise sous Vichy: 1940-1942

Carte détaillant les zones en France après la défaite de 1940.

Les trois grands mouvements de résistance de la zone Sud, Libération, Combat et Franc-Tireur, se créent à Lyon par l'engagement d'un groupe de connaissances qui refusent la défaite et la collaboration. De même, dans la cité rhodanienne apparaissent des groupes qui se forment spécifiquement au travers de liens politiques ou spirituels, tels l'embryon de force communiste, un groupe franc-maçon et socialiste ou une large nébuleuse chrétienne.
Tous ces groupes se constituent en 1940 dans un contexte très défavorable. Le moral des Français est au plus bas, et l'immense majorité de la population est alors apathique et adhère aux promesses de relèvement de Vichy et de Pétain. Les premiers résistants sont donc de minuscules groupes sans moyens importants et isolés les uns des autres. En règle générale, ils sont issus des classes moyennes, souvent intellectuelles et n'ont aucun parcours politique derrière eux.

### Naissances des mouvements: 1940 - 1941

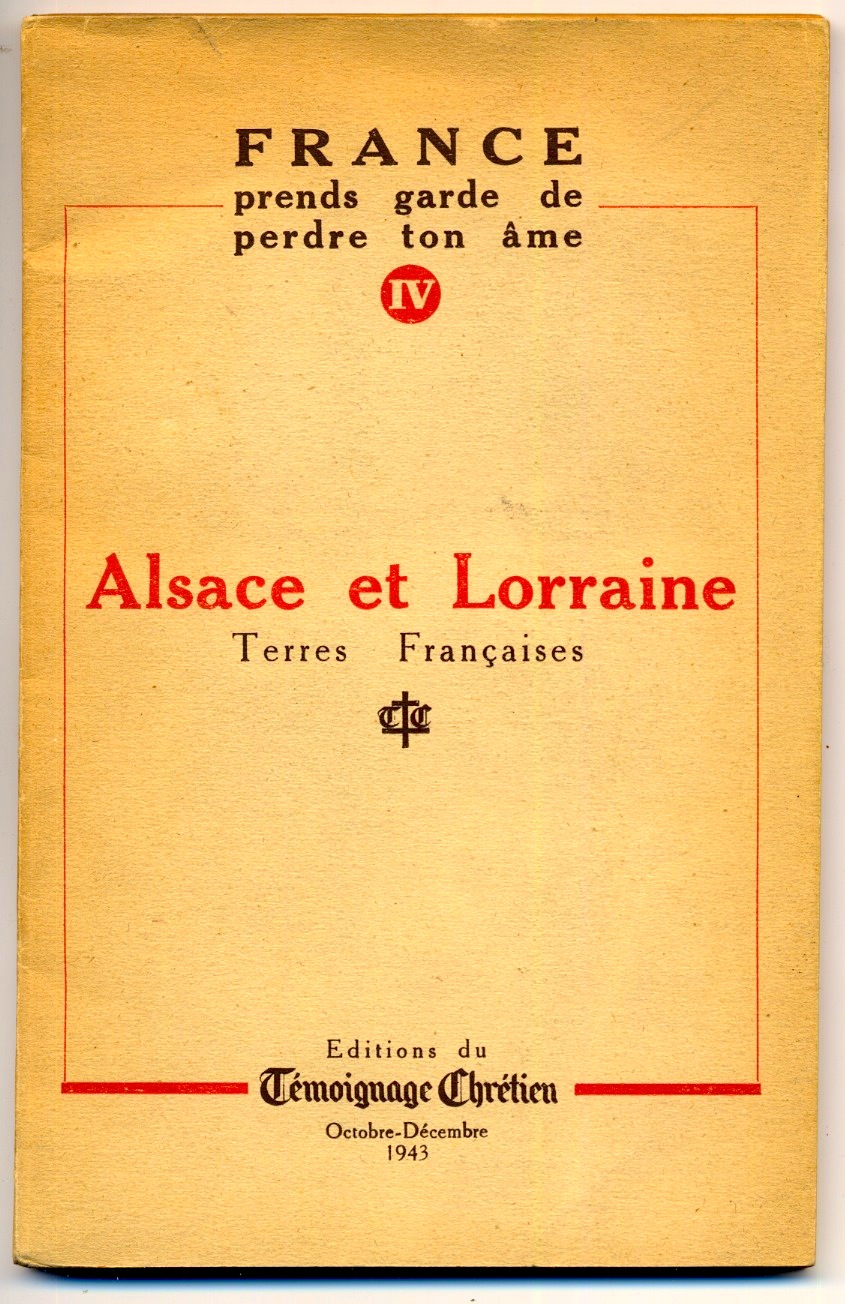
Couverture d'un Cahier du témoignage chrétien.

À Lyon et dans sa région, dès 1940, des personnes se regroupent, le plus souvent par connaissance, pour réfléchir aux moyens de poursuivre la lutte. Ces premiers groupes naissent dans les cafés et les lieux de sociabilité habituels des Lyonnais. Ils sont rapidement aidés et rejoint par un grand nombre de personnes venues se réfugier à Lyon, soit dès 1940 lors de la débâcle soit ensuite. Ainsi, dès l'automne 1940, ce qui deviendra les plus importants mouvements se fondent à Lyon : Combat, Franc-Tireur et Libération. Par ailleurs, les milieux catholiques s'engagent également avec les Cahiers du témoignage chrétien, fondé à l'automne 1941 par les jésuites de Fourvière les pères Pierre Chaillet, Victor Fontoynont et Henri de Lubac. Enfin, les communistes et les francs-maçons socialistes lancent également journaux et mouvements.

#### Lyon, terreau de contestation face à Vichy et le nazisme
La naissance de ces mouvements est facilitée par un certain nombre de facteurs qui ne se retrouvent pas dans les autres grandes cités de la zone Sud.
En premier lieu Lyon est une ville très peuplée, qui accueille un grand nombre de réfugiés issus de la fuite devant les Allemands, dont un grand nombre d'intellectuels parisiens. De même, le fait qu'un grand nombre d'immigrés ait été recueilli facilite le brassage des idées et la discrétion dans une foule pas parfaitement maîtrisée et identifiée. Par ailleurs, Lyon est une ville économiquement et industriellement puissante. L'élite lyonnaise dispose d'argent et il y a une grande masse d'ouvriers souvent syndiqués et habitués à s'organiser. Parmi les secteurs économiques, celui de l'imprimerie permet aux premiers noyaux de la résistance de trouver un réseau riche, structuré et mobilisé.
Bien sûr, les infrastructures de transports très développées, que ce soit dans la ville avec les tramways ou en dehors avec les réseaux ferrés, permettent aux groupes de se déplacer aisément et discrètement. Sa proximité avec la Suisse lui offre une porte de sortie en cas de nécessité. L'urbanisme avec les traboules fournissent également aux groupes résistants la possibilité de mettre en bas des immeubles sans gardien des boites aux lettres fictives pour se transmettre des messages discrètement.
L'aspect humain est également important. Lyon est une ville dotée d'une forte tradition républicaine, avec une classe ouvrière combative et de nombreux noyaux d'étudiants déterminés. Les réseaux relationnels amicaux, syndicaux ou de travail seront utiles dans les premiers temps. Ainsi, plusieurs personnes du quotidien Le Progrès, dont Georges Altman et Yves Farge, fournissent une aide précieuse. Dans ce même esprit, Lyon est riche de nombreuses initiatives catholiques novatrices durant l'avant-guerre dont la Chronique sociale présent dans la ville sous la forme des Compagnons de Saint-François avec Joseph Folliet et plusieurs mouvements chrétiens démocrates. Ce mouvement chrétien démocrate bénéficie d'émigrés notables regroupés par Emmanuel Mounier lors de réunions de repliés lyonnais, qui permet à des intellectuels ayant une même aversion contre Vichy et le nazisme de se regrouper pour agir.

#### France-Liberté - Franc-Tireur
C'est un catholique de gauche Antoine Avinin qui constitue dès septembre 1940 un groupe composé de radicaux ou de sans parti. Parmi les initiateurs qui fondent France-Liberté se compte Élie Péju, Jean-Jacques Soudeille, Noël Clavier, Auguste Pinton. Ce groupe se retrouve régulièrement place des Terreaux au café de la Poste ou à celui du Moulin joli. Il souhaite, plus qu'une action armée de poursuite de la guerre réveiller les consciences, promouvoir un retour à un véritable régime républicain et lutter contre la propagande vichyste. Les premières actions consistent donc en la rédaction et la diffusion de tracts, à partir de novembre 1940. Au début, France-Liberté représente le groupe lui-même. Les tracts deviennent des journaux lorsque le groupe prend de l'importance et se structure. France-Liberté devient Franc-Tireur, et étend progressivement son influence sur toute la zone sud. Parmi son équipe s’agglomèrent en 1941 Henri Deschamps ou Jean-Pierre Levy, qui vient d'Alsace pour fuir les Allemands. Pierre Lévy prend progressivement la tête du groupe et pousse pour étendre la diffusion du journal à tout le Rhône et dans les départements voisins. cette croissance réussit. Le journal change de nom et pour le premier numéro du nouveau titre, Franc-Tireur, en décembre 1941, il est tiré à 5000 exemplaires,.

#### La Dernière Colonne - Libération - Libération-sud
Initialement créé à Clermont-Ferrand par Emmanuel d'Astier de La Vigerie, Georges Zérapha, Jean Cavaillès et Lucie Samuel, ce groupe s'installe rapidement à Lyon où résident les époux Samuel. Ce groupe a pour nom la Dernière Colonne et commence par faire de la propagande via des tracts et des papillons collés sur les murs. Il fonde en juillet 1941 Libération, rapidement renommé Libération-sud pour le distinguer d'un homonyme paraissant en zone occupée.

#### Liberté

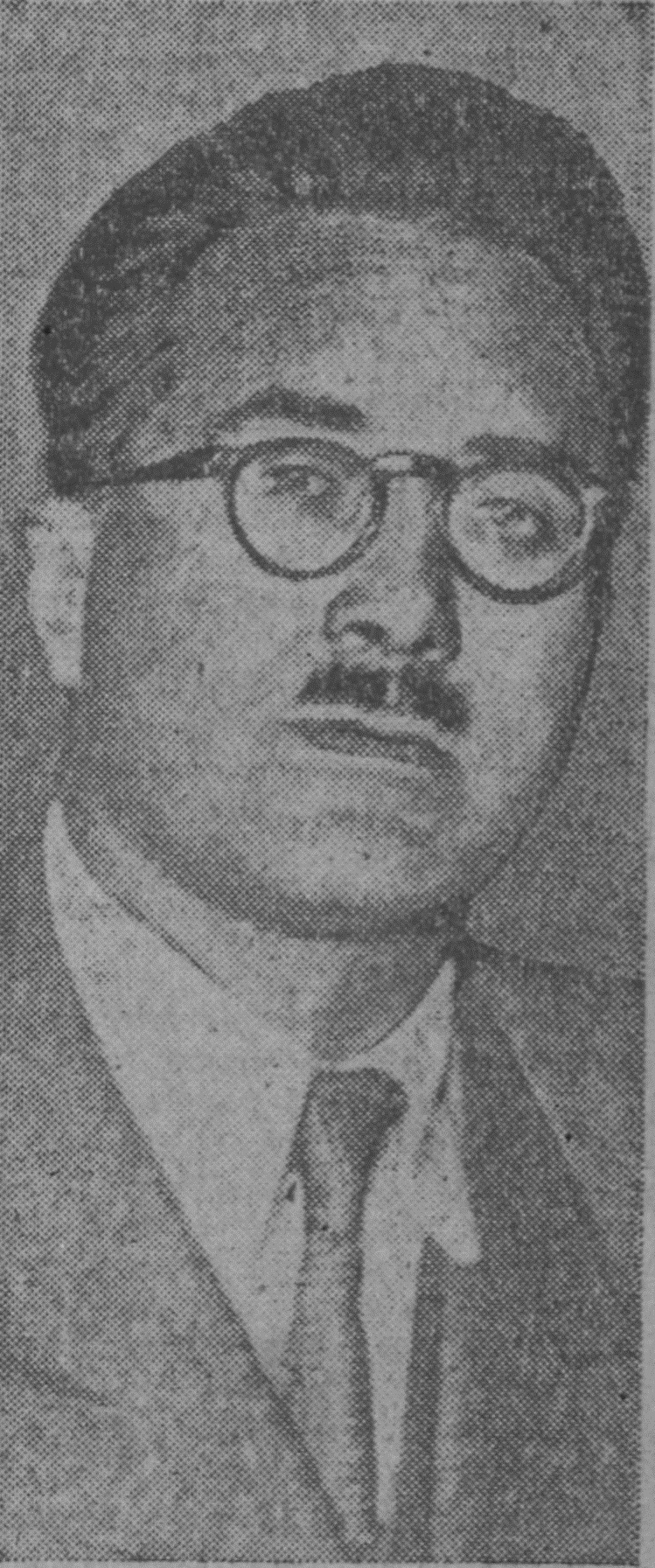
François de Menthon, fondateur de Liberté et de Combat

Un des groupes solidement structuré le plus tôt est composé de plusieurs professeurs de droit : Pierre-Henri Teitgen, René Capitant, Marcel Prélot, Alfred et Paul Coste-Floret menés par François de Menthon. Rapidement décidés à ouvrir les yeux de leurs concitoyens sur la réalité du nazisme et l'obligation non seulement de ne pas traiter avec lui mais également de continuer à le combattre, ils fondent le journal Liberté. Ils commencent par diffuser un texte que De Menthon avait composé avant de s'atteler à la fabrication d'un journal plus fourni. Il connait son premier numéro le 25 novembre 1940 et le dernier de ses dix le 1er octobre 1941, avant sa fusion avec Vérités pour créer Combat.

#### Les Petites Ailes de France - Vérités - Combat
A l'automne 1940, Henri Frenay et Berty Albrecht commence à éditer des feuilles et des tracts dénommés le Bulletin d'information et de propagande, qu'ils structurent sous la forme d'une modeste publication : Les Petites Ailes de France en mai 1941. Devant plusieurs difficultés, avec l'aide de l'imprimeur lyonnais Joseph Martinet dont l'imprimerie est basée à Villeurbanne et du polytechnicien André Bollier, ils le transforment en Vérités destiné à la zone sud, dont ils font dix-sept numéros jusqu'en décembre,. En zone occupée, le journal prend le nom de Résistance.
En parallèle de cette action de mobilisation, Frenay organise un mouvement structuré, destiné à l'action. Il démissionne de l'armée le 28 janvier 1941 pour se fixer à Lyon dans la clandestinité et y organiser des actions de résistance. Il y transfère son Mouvement de libération nationale et prend contact avec d'autres groupes pour tenter des rapprochements, estimant qu'il est souhaitable de coordonner des actions éparses. Il discute ainsi avec Emmanuel d'Astier de La Vigerie de Libération, sans succès. En revanche, il intègre un groupe de catholiques animés par l'abbé Armand Vallée qui publie une petite feuille nommée Veritas et convainc rapidement François de Menthon de Liberté d'un regroupement. Les deux organisations fusionnent dans une structure nommée de manière éphémère Mouvement de libération française, avant de prendre le nom du journal qu'elle diffuse, Combat,, qui paraît pour la première fois en décembre 1941.

#### Les Cahiers du témoignage chrétien
Les Cahiers du témoignage chrétien, rapidement nommé simplement le Témoignage chrétien, est le plus important mouvement de résistance spécifiquement catholique. Il parait en novembre 1941 et maintient sa publication jusqu'à la fin de la guerre.
La genèse de Témoignage chrétien remonte à l'été 1940 lorsque de très nombreux catholiques refusant la défaite face au nazisme se retrouvent à Lyon portés par l'exode et les hasards de la guerre. Plusieurs fondent alors les Amitiés chrétiennes.

#### Temps nouveau
Un certain nombre de personnalités catholiques se regroupent rapidement autour de Stanislas Fumet, directeur de la revue Temps présent pour le relancer à Lyon sous un nouveau nom : Temps nouveau. La décision est prise au siège de la chronique sociale, rue du Plat lors d'une réunion le 29 septembre 1940 entre Emmanuel Mounier, Louis Terrenoire, Raymond Laurent et Marcel Poimbœuf.
Malgré l'apparition de la censure, il maintient la ligne éditoriale d'avant-guerre, fermement anti-nazie et démocrate. Comme de nombreuses personnalités de l'ancienne revue lui manquent (ainsi Maurice Schumann a déjà rejoint la France libre), Fumet réunit une équipe proprement lyonnaise pour relancer les parutions. Cruvillier, Terrenoire sont ainsi des catholiques démocrates lyonnais déjà très actifs avant guerre au sein des plusieurs mouvements catholiques. Louis Terrenoire devient ainsi le rédacteur en chef de la revue.
Les éditions sont complétées par des articles issues de personnalités variées, souvent également lyonnaises, telles Hubert Beuve-Méry ou Joseph Hours. La revue nait le jour de Noël 1940. Elle est portée par une association des amis de Temps nouveau qui organise des réunions et des conférences.

#### Le Coq enchaîné
Au côté de Franc-Tireur apparait le Coq enchaîné, œuvre de radicaux et de socialistes (dont Louis Pradel).

#### Autres initiatives
Dès l'armistice, de nombreux officiers refusent de rendre les armes aux Allemands et entreprennent de les cacher pour reprendre la lutte plus tard. A Lyon, l'ordre vient du plus haut gradé, le général Frère, devenu gouverneur militaire de Lyon en août 1940. Avec la complicité de plusieurs officiers, il dissimule de nombreux armements à différents endroits de Lyon ou des environs,. Il déplace les archives des Services de renseignements dans les combles de l'Hôtel-Dieu. Il fait placer des armes dans les serres du parc de la Tête d'Or, à l'abbaye Notre-Dame des Dombes, et dans le cinéma La Scala,.

### Développement et actions: 1941 - 1942
Les difficultés et la méfiance poussent chacun des groupes qui se créent et se développent entre l'été 1940 et l'été 1941 a rester chacun de leur côté, à ne pas ou très peu prendre contact les uns avec les autres. À partir de l'été 1941, les mouvements entament des discussions et tentent de s'organiser pour coordonner les actions. Toutefois, les discussions sont lentes et les fusions n'interviennent que très progressivement, la plus importante étant celle entre Liberté et Vérités qui accouche du groupe Combat. Lorsqu'en janvier 1942 Jean Moulin s'installe à Lyon, les mouvements de rapprochement s'engagent plus sérieusement.
En 1942, la Résistance est très active à Lyon. Les groupes, comme les journaux, y sont nombreux et représentent toutes les tendances politiques ou intellectuelles. Tous les mouvements de Résistance de la zone libre ont installé leur quartier général dans la ville. « On ne pouvait pas faire dix mètres sans se heurter à un autre camarade de clandestinité qu'il fallait ignorer jusqu'à ce qu'on se précipite sur lui une heure après comme un frère. », en témoigne François Morin. C'est à Lyon que se nouent les liens entre la Résistance intérieure et la France libre, qui aboutiront à l'unification des mouvements sous l'égide de Jean Moulin.
A l'été 1942, le mouvement Libération crée à Lyon un premier groupe destiné spécifiquement à la lutte armée. Ils sont composés majoritairement de personnes venues à Lyon après la défaite dont Henri Bardin, Victor Le Gloanec, Jean Tabourin ou Jean Simoni. Parmi leurs actions, ils sabotent en septembre des péniches allemandes en réparation aux chantiers de la Mouche. En octobre, ils incendient des dossiers de la Relève dans un bureau près du pont Morand. En décembre, ils font sauter au plastic les vitrines de la Légion.

## La Résistance lyonnaise sous l'occupant nazi: novembre 1942 - 1944

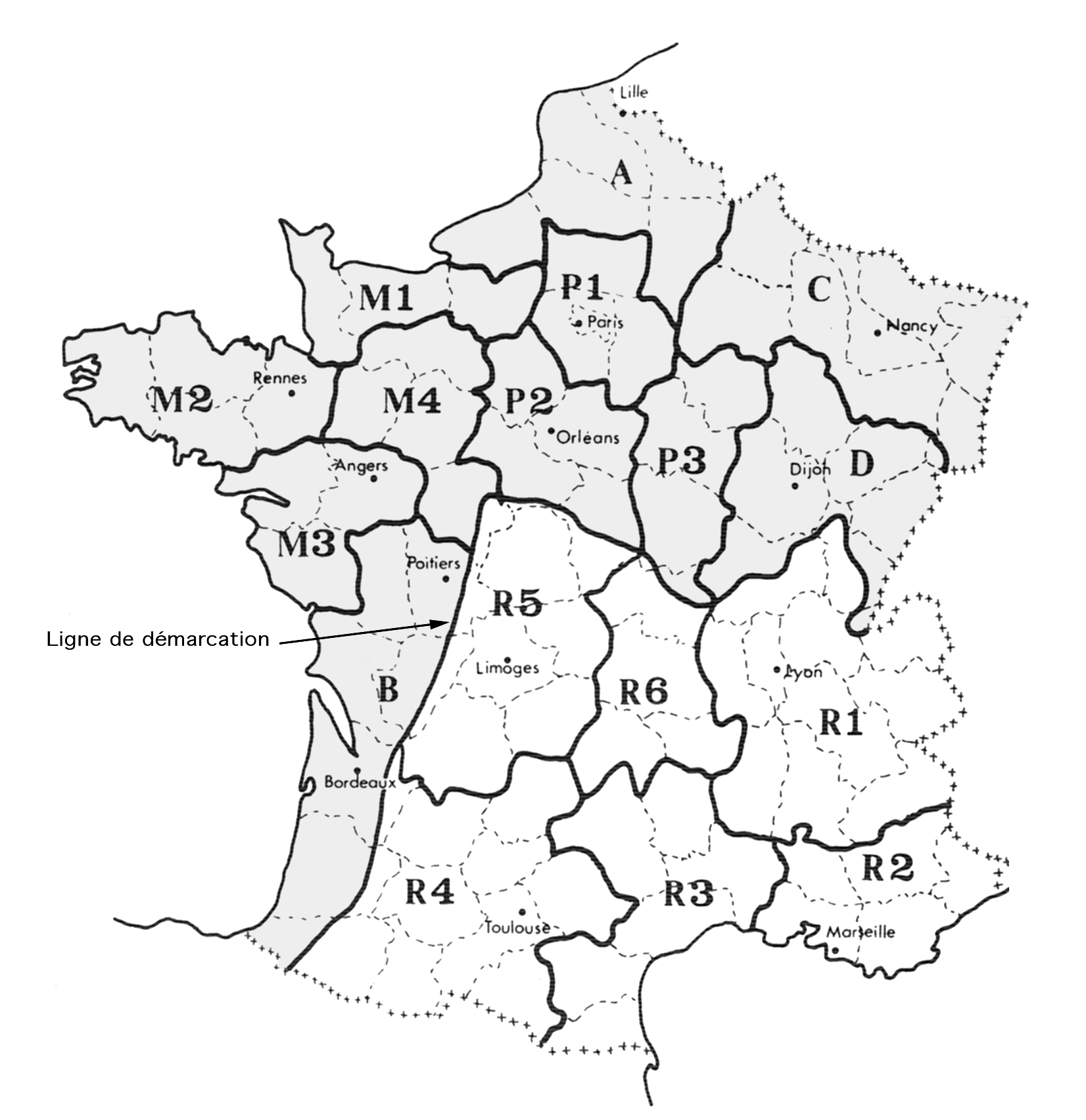
découpage des régions de la résistance.

En 1943, la population lyonnaise, dans sa grande majorité, ne croit plus en Vichy et est persuadée que l'Allemagne va perdre la guerre. Le soutien à la Résistance se développe fortement et les actions contre l’occupant sont quotidiennes durant cette année-là. Ils sont conduits par le groupe des MUR dirigé par Marcel-Gabriel Rivière, les commandos de la MOI et des détachements FTP.

### Opération de propagande
Outre le développement des journaux et l'extension de leur tirage et de leur diffusion, les résistants mènent de nombreuses opérations pour discréditer l'ennemi. L'une d'entre elles est la substitution d'un numéro du Nouvelliste en kiosque par un faux, faisant l'apologie de la Résistance.

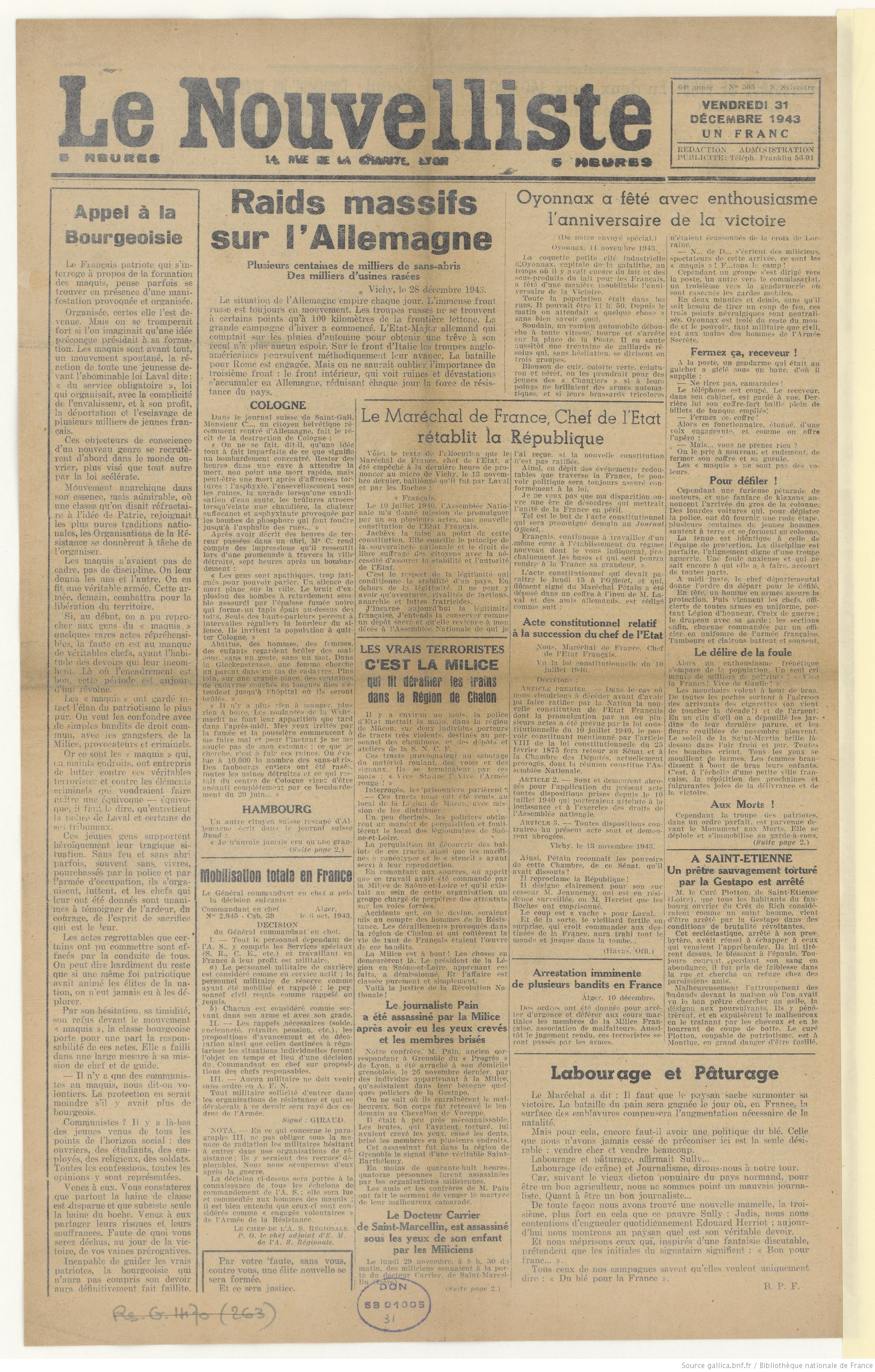
Faux Nouvelliste, p. 1.
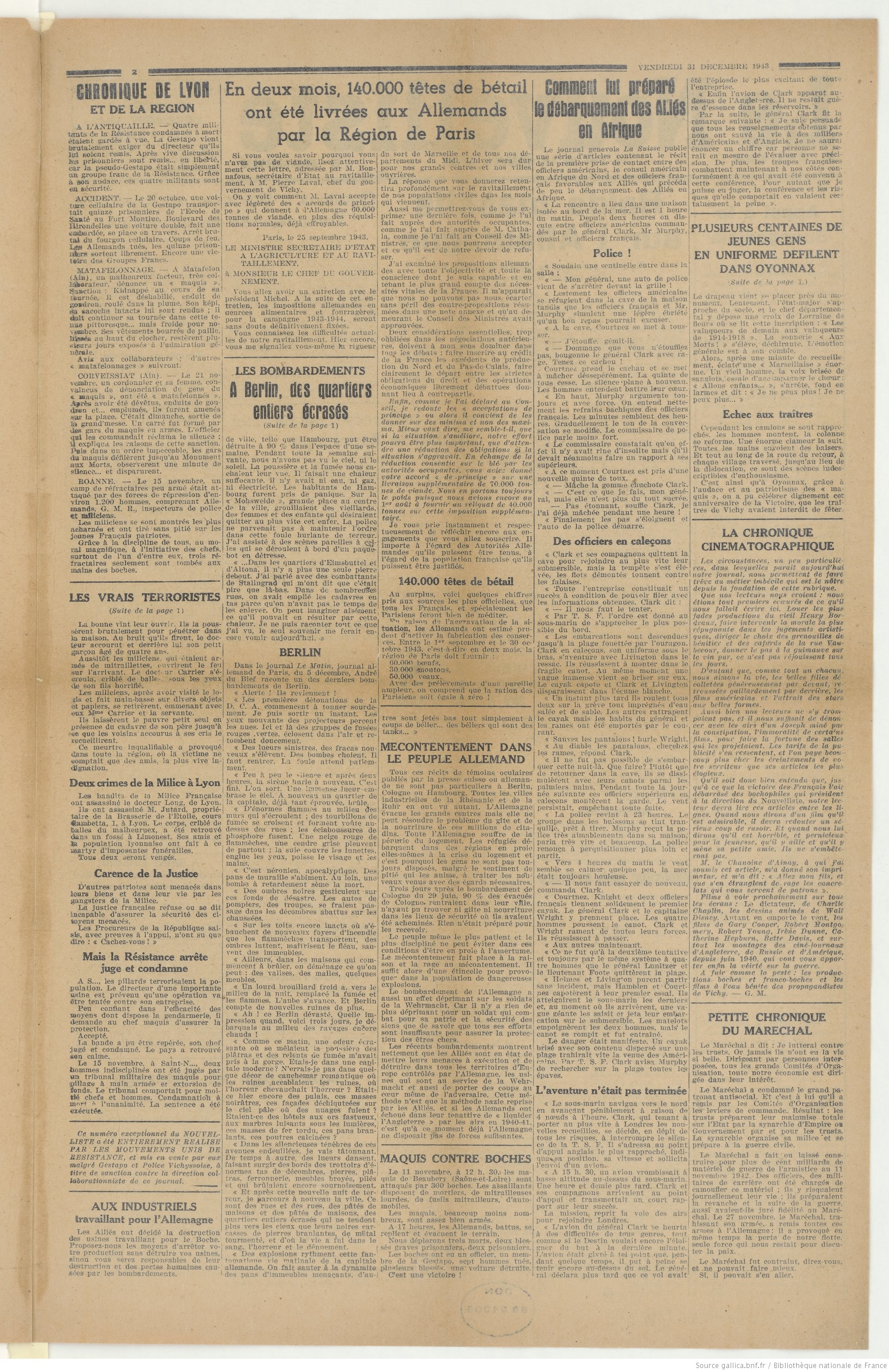
Faux Nouvelliste, p. 2.

### Actions armées

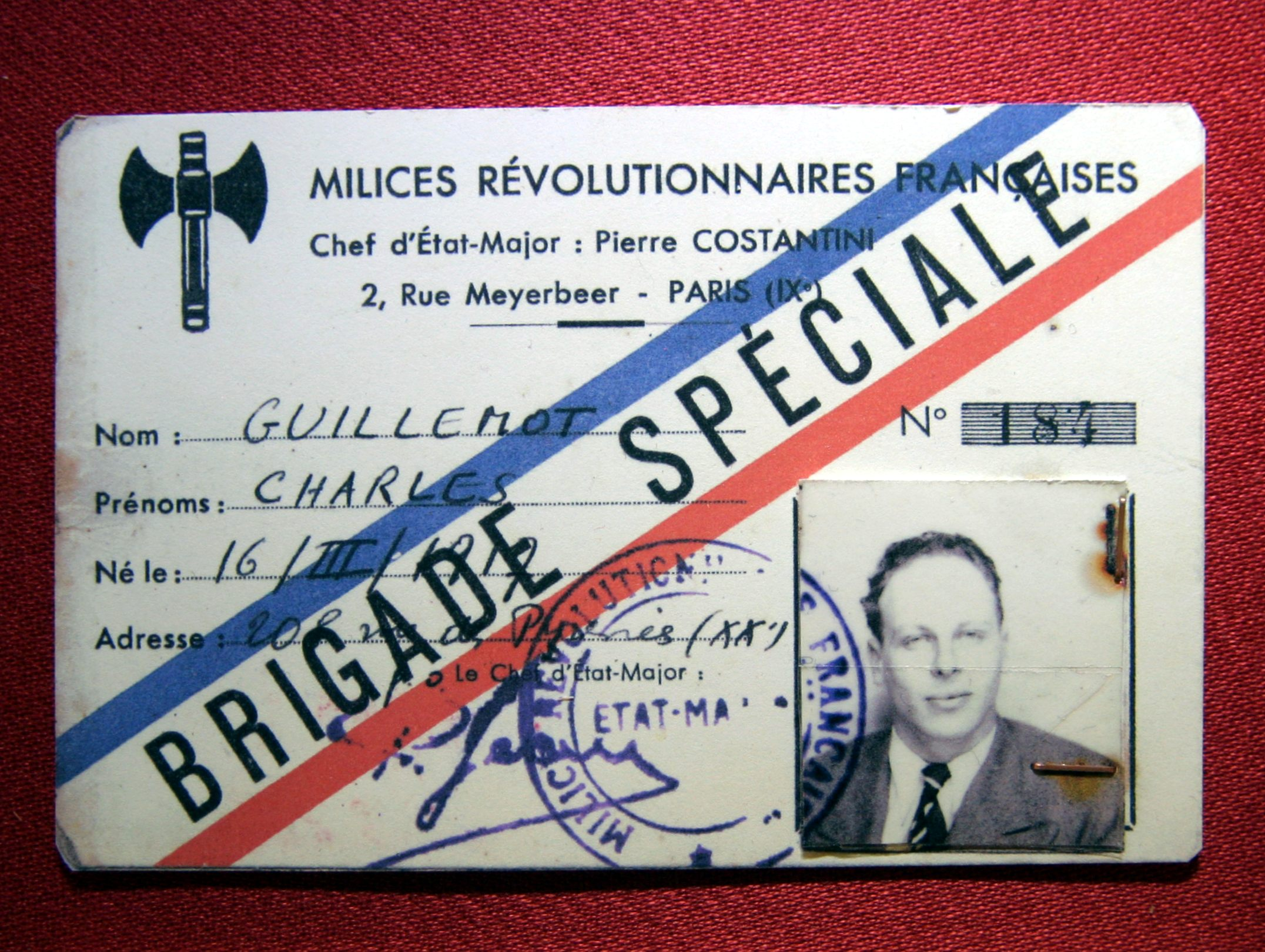
Fausse carte de la brigade spéciale des Milices Révolutionnaires Françaises établie pour le résistant Serge Ravanel sous le pseudonyme de Charles Guillemot.

Le 5 décembre, 1942, le groupe de Libération-Sud sabote les transformateurs des usines Carnau et Gendron à Villeurbanne, opération au cours de laquelle un homme, Garnier, est électrocuté. Le 23 mars 1943, cette même équipe tente de libérer des responsables de l'Armée secrète arrêtés le 15, Serge Ravanel, Maurice Kriegel et Raymond Aubrac. Préparée par Lucie Aubrac, elle échoue et Didier Bardin et Victor Le Gloanec sont arrêtés.
Le groupe franc de Libération réussit en mai 1943 une évasion de l'Hôpital de l'Antiquaille pour sauver Serge Ravanel, Maurice Kriegel-Valrimont et François Morin-Forestier. En octobre de la même année, une forte équipe parvient à libérer Raymond Aubrac et plusieurs autres prisonniers lors d'une opération ambitieuse menée boulevard des Hirondelles, sans aucune victime du côté des résistants. Cette opération a été montée par Lucie Aubrac.

### Organisation de la résistance
Après l'échec de l'opération de mars 1943, les chefs de Libération-Sud décident de remonter un groupe franc lyonnais destiné à l'action militaire. Principalement composé de militants des Francs-tireurs et partisans communistes, il est dirigé par Charles Mohler.
En 1943, La résistance crée à Lyon le bureau central de Gallia, réseau de renseignements militaire et policier, sous la direction de Henri Gorce-Franklin.
En 1943, progressivement, les instances de direction de la Résistance passent à Paris. En mai, le Conseil national de la Résistance y commence ses réunions. À partir d'août, le comité directeur des MUR quitte Lyon pour Paris. Lyon reste toutefois une plaque tournante importante des réseaux d'opposants.

### Répression française et allemande
L'année 1943 est celle de la lutte active entre la Résistance et les services de l'occupant ou de Vichy. À Lyon, le dirigeant de la Gestapo est Werner Knab, secondé par August Moritz et Klaus Barbie ; ils sont activement soutenus par la Milice, dirigée à Lyon par Paul Touvier. Malgré quelques succès de ces derniers, tels l'arrestation de Jean Moulin en juin 1943 et une vague d'arrestations en mars 1944 parmi les dirigeants locaux des Mouvements unis de la Résistance (MUR) ; ils ne peuvent empêcher le développement du mouvement, surtout après la mise en place du STO, qui entraine de nombreux réfractaires vers la Résistance. Les attentats et sabotages sont quotidiens au cours des années 1943 et 1944.
L'un des plus grands succès de la répression est l'assaut du garage qui abrite le groupe à Vancia en février 1944. Parmi les victimes, tombées sur le moment ou décédés par la suite lors d'exécutions ou en déportation, il y a Toro, Chevalier, Paupier, Limasset et Millet.

## Les opérations du SOE
Les services secrets britanniques créent plusieurs réseaux à Lyon via leurs agents du Special Operations Executive. Georges Duboudin, dit « Charles » mais surnommé « Alain » par les Lyonnais, créent ainsi le réseau Spruce à l'automne 1941, il sera assisté de Marcel Fox dit « Georges » ; Spruce a également été dirigé par Benjamin Cowburn « Benoît » et Robert Burdett « Nicolas le Boiteux ».
D'autres réseaux couvraient Lyon et sa région, comme Pimento (pour l'Ain avec Maurice Pertschuk « Eugène » et Victor Hazan « Gervais »), Tiburce (Joseph Marchand « Ange »), Outclass (Yvon Morandat « Léon »), Stationer (pour l'Est, le Jura et Lyon avec Harry Rée « César »), Heckler (Virginia Hall « Marie » et son adjoint le docteur Jean Rousset « Pep » dont le domicile place Antonin-Poncet servait de poste de commandement), ou encore Greenheart (pour Lyon, Saint-Étienne et Le Puy-en-Velay avec Alfred et Henry Newton).
De nombreux agents SOE sont passés au P.C. du réseau Heckler qui réalisait des émissions de messages par radio, tels Jean Menesson « Henri », Pierre Le Chêne « Greg », David Denoff « André », Alfred Newton « Arthus », Henry Newton « Hubert », ou O'Brian Rafferty « Dominique ». Ce réseau est en permanence à la recherche de manipulateurs radios et de locaux pour diffuser entre Lyon et Villeurbanne, la Gestapo leur faisant la chasse et n'hésitant pas à passer de fausses annonces dans les journaux pour attraper les radio-opérateurs. Le service de contre-espionnage de radiodiffusion allemand, la Funkabwer, s'installe le 28 septembre 1942 au fort de Sainte-Foy. De nombreuses détections et arrestations suivront.
Un autre soutien important du SOE est le parachutage d'hommes et de matériel : le premier dans la région est organisé conjointement par Le Coq enchaîné (dirigé par Marcel Claeys) et le réseau Spruce (avec Georges Duboudin), le 28 mars 1942 à Blyes dans l'Ain. La réception du matériel et des armes est faite par Marcel Claeys, Louis Pradel, le capitaine Claude Billon, le docteur Vansteenberghe, Georges Pezaut, Jean Mingat et Jean Wertheimer. De nombreux autres atterrissages suivront jusqu'en 1944 dans différentes communes.

## La presse clandestine
Tous les journaux sont censurés par le régime de Vichy et décrivent exclusivement les victoires des allemands contre leurs ennemis. Il est toutefois possible d'acheter à Lyon des journaux suisses pour s'informer plus objectivement, comme la Gazette de Lausanne ou le Journal de Genève. C'est aussi en partie à travers les kiosques à journaux que sont distribuées les feuilles clandestines, c'est-à-dire les bulletins d'information de la Résistance.
Un autre moyen de diffusion des informations dites clandestines, c'est la distribution de tracts dans les boîtes aux lettres, sans se faire attraper par la police, mais parfois avec sa complicité. Ces feuilles étaient en partie imprimées à Roanne ou Saint-Étienne ; le premier véritable journal clandestin, Les Petites Ailes de France qui s’appellera plus tard Résistance ou vérités est imprimé à Villeurbanne et paraît le 17 mai 1941.
Avant l'occupation allemande, cette distribution est peu réprimée, et sanctionnée de quelques semaines de prison. Ce sont les imprimeurs clandestins et leurs employés qui sont la cible de la Gestapo. Marcel Chapelle qui imprime le Franc-Tireur à partir de décembre 1941 est arrêté l'été suivant, de même pour George Dunoir, son remplaçant, qui est arrêté en août 1942. Certains journaux clandestins sont imprimés par des journaux officiels, tels le Franc-Tireur et le Coq Enchaîné par les employés du Lyon républicain.
À la fin de l'année 1941 paraissent aussi Combat (imprimé comme Les petites ailes de la France chez Martinet à Villeurbanne), Libération fondé par Emmanuel d'Astier de La Vigerie, ou le Coq-Enchaîné fondé par Jean Fousseret avec l'aide de Louis Pradel.

## Mouvements populaires
Le 14 juillet 1942, environ 100 000 lyonnais manifestent entre la gare de Lyon-Perrache et la place des Terreaux. Certains patriotes parviennent à agiter des drapeaux français sur plusieurs centaines de mètres avant de se les faire confisquer ; le slogan le plus répété est : « Laval, Pétain, Darlan au poteau ! Les Français avec nous ! Du pain et des fusils ! Vive de Gaulle ! ». Malgré un imposant déploiement de policiers armés, aucune goutte de sang n'a été versée.

## Postérité
L'importance de la ville de Lyon dans les actions de la Résistance en France a engendré une abondante production éditoriale sur le sujet, ainsi que de très nombreux travaux de recherche. Cette importance de la Résistance lyonnaise est également un objet historique construit par les acteurs mêmes du conflit, le général de Gaulle lui-même saluant et renforçant l'aura de celle-ci lors de son discours prononcé quelques jours après la libération depuis le balcon de l'hôtel de ville. Même si ce discours, prononcé dans un moment où le pays est à reconstruire et la guerre encore à gagner a avant tout une portée nationale, un grand nombre d'observateurs en ont retenu l'expression devenu notoire « cette capitale gauloise qui fut ensuite la capitale de la Résistance française ». Pour Douzou, cette formule est devenue un lieu de mémoire à la fois par l'importance de l'homme qui l'a créée, par le moment où elle est reçue par les auditeurs et par le fait qu'elle définit la singularité du rôle joué par la ville.

### Œuvres littéraires
Parmi une production littéraire très importante, Laurent Douzou met en avant les récits biographiques suivants : La nuit sans ombre d'Alban Vistel, La nuit finira de Henri Frenay, L'aventure incertaine de Claude Bourdet, Ils partiront dans l'ivresse de Lucie Aubrac, Souvenirs inédits d'Yvon Morandat, Mémoires d'un franc-tireur de Jean-Pierre Lévy, Demain il fera beau de Denise Domenach-Lallich et Alias Caracala de Daniel Cordier.

### Lieux de mémoire

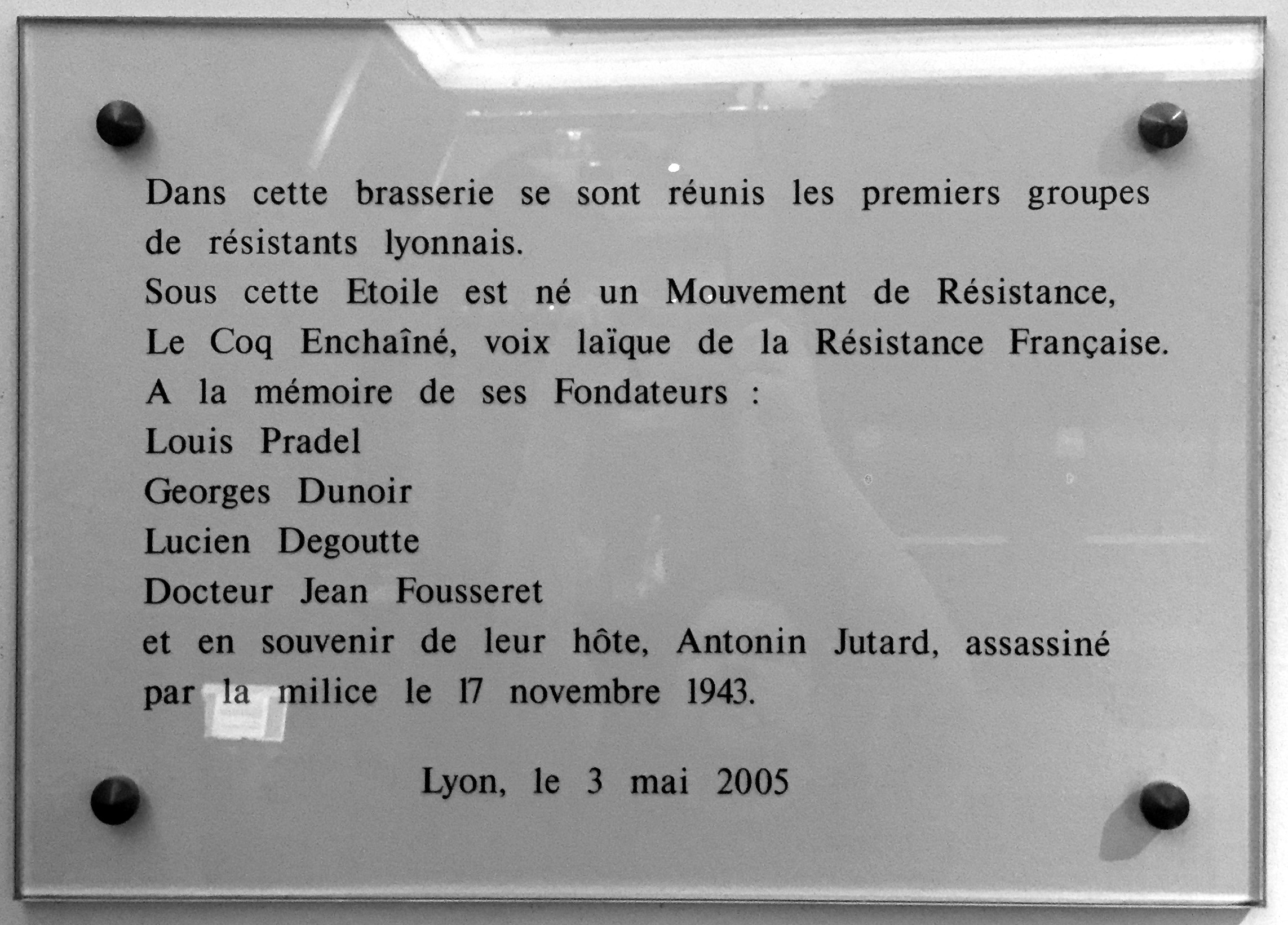
Plaque rappelant la naissance du mouvement du Coq enchainé, apposée Cours Gambetta.

La mémoire de la résistance lyonnaise au régime de Vichy et aux nazis a toujours été maintenue, et largement ravivée par le procès de Klaus Barbie de 1987. Les Résistants morts pour la France sont honorés de plaques à plusieurs endroits de la ville.
En 1992, dans les locaux de l'école du service de santé militaire occupé entre 1943 et 1944 par la SIPO-SD, est fondé le Centre d'histoire de la résistance et de la déportation.
De même deux lieux portant la mémoire de la Seconde Guerre mondiale à Lyon sont ouverts au public avec un projet de porter la mémoire de ces évènements : la maison du docteur Dugoujon et la prison Montluc.

## Ouvrages utilisés

### Ouvrages généraux
- Olivier Wieviorka, Histoire de la Résistance : 1940-1945, Paris, Perrin, 2013, 575 p. (ISBN 979-2-262-02799-5 (édité erroné) et 978-2-298-07735-3, BNF 43772752)

1. ↑  Wieviorka 2013, p. 73.
2. ↑  Wieviorka 2013, p. 74.

- François Broche (dir.) et Jean-François Muracciole (dir.), Dictionnaire de la France libre, Paris, Robert Laffont, coll. « Bouquins », 2010, 1605 p. (ISBN 978-2-221-11202-1)

1. ↑  Broche et Muracciole 2010, p. 910-911.

- Jean-Louis Crémieux-Brilhac (dir.), Le monde en feu : 8 décembre 1941 - 7 novembre 1942, t. II (Ici Londres), Paris, La Documentation Française, 1975.

1. ↑  Crémieux-Brilhac 1975, p. 167.

### Ouvrages sur Lyon
- Bernard Aulas, Vie et mort des lyonnais en guerre, 1936-1945, Roanne, Horvath, 1974

- André Courvoisier, Le réseau Heckler : de Lyon à Londres, Paris, France-Empire, 1984, 299 p. (ISBN 978-2-7048-0342-2).

1. 1 2  Courvoisier 1984, p. 118.
2. ↑  Courvoisier 1984, p. 128.
3. ↑  Courvoisier 1984, p. 133.
4. ↑  Courvoisier 1984, p. 134.
5. ↑  Courvoisier 1984, p. 173.
6. ↑  Courvoisier 1984, p. 144.
7. ↑  Courvoisier 1984, p. 157.
8. ↑  Courvoisier 1984, p. 175.
9. ↑  Courvoisier 1984, p. 176.
10. ↑  Courvoisier 1984, p. 135.
11. ↑  Courvoisier 1984, p. 136.
12. ↑  Courvoisier 1984, p. 107.
13. ↑  Courvoisier 1984, p. 112.
14. ↑  Courvoisier 1984, p. 113.

- Bernard Demotz, Henri Jeanblanc, Claude Sommervogel et Jean-Pierre Chevrier, Les Gouverneurs à Lyon ; 1310 - 2010 : le gouvernement militaire territorial, Lyon, Éditions lyonnaises d'art et d'histoire, 2011, 255 p. (ISBN 978-2-84147-226-0, BNF 42514690)

1. ↑  Demotz et al. 2011, p. 221.

- Isabelle Doré-Rivé (Dir.) et Marion Vivier (Coord. éditoriale), Une ville dans la guerre : Lyon 1939-1945, Lyon, Fage, 2012, 192 p. (ISBN 978-2-84975-279-1)

1. 1 2 3  Doré-Rivé et Vivier 2012, p. 56.
2. 1 2 3 4  Doré-Rivé et Vivier 2012, p. 59.
3. 1 2 3 4  Doré-Rivé et Vivier 2012, p. 83.
4. ↑  Doré-Rivé et Vivier 2012, p. 85.

- *André Pelletier, Jacques Rossiaud, Françoise Bayard et Pierre Cayez, Histoire de Lyon : des origines à nos jours, Lyon, Éditions lyonnaises d'art et d'histoire, 2007, 955 p. (ISBN 978-2-84147-190-4, BNF 41276618).

1. 1 2 3 4  Pelletier et al. 2007, p. 842.
2. ↑  Pelletier et al. 2007, p. 843.
3. 1 2  Pelletier et al. 2007, p. 844.
4. ↑  Pelletier et al. 2007, p. 845.
5. ↑  Pelletier et al. 2007, p. 847.

- Marcel Ruby, La Résistance chrétienne à Lyon, Lyon, CRDP Lyon, 1971, 163 p. (BNF 36255906)

1. ↑  Ruby 1971, p. 29.
2. 1 2 3  Ruby 1971, p. 34.
3. ↑  Ruby 1971, p. 40.
4. 1 2  Ruby 1971, p. 49.
5. 1 2 3  Ruby 1971, p. 44.
6. ↑  Ruby 1971, p. 46.
7. ↑  Ruby 1971, p. 50.
8. ↑  Ruby 1971, p. 30.
9. ↑  Ruby 1971, p. 31.

- Marcel Ruby, La Résistance à Lyon : 19 juin 1940 - 3 septembre 1944, Lyon, Éditions l'Hermès, 1979, 1054 p., 2 vol. (ISBN 978-2-85934-075-9)[7]

1. ↑  Ruby 1979, p. 53.

- Marcel Ruby, Lyon et le Rhône dans la guerre : 1939-1945, Le Coteau, Horvath, 1990, 239 p. (ISBN 2-7171-0701-0)

1. ↑  Ruby 1990, p. 41.

- Isabelle von Bueltzingsloewen, Laurent Douzou, Jean-Dominique Durand, Hervé Joly et Jean Solchany, Lyon dans la Seconde guerre mondiale : villes et métropoles à l'épreuve du conflit, Rennes, Presses universitaires de Rennes, coll. « Histoire », 2016, 361 p. (ISBN 978-2-7535-4359-1, BNF 44499152)
  - Laurent Douzou, « La Résistance à Lyon (1940-1944) », dans Lyon dans la Seconde guerre mondiale, 2016, p. 271-281

1. ↑  Douzou 2016, p. 275-277.
2. 1 2 3  Douzou 2016, p. 277.
3. ↑  Douzou 2016, p. 274.
4. ↑  Douzou 2016, p. 279.
5. 1 2  Douzou 2016, p. 271.
6. ↑  Douzou 2016, p. 273.
7. 1 2  Douzou 2016, p. 281.

- Serge Curvat, Denise Domenach-Lallich, Chantal Duprat-Odet, François-Yves Guillin et Henri Hours, Lieux secrets de la Résistance : Lyon, 1940-1944, Lyon, Éditions Lyonnaises d'Art et d'Histoire, 2015, 2e éd., 232 p. (ISBN 978-2-84147-323-6).

## Autres références
1. ↑  Description sur le site des Archives municipales de Lyon
2. ↑  Un inventaire très complet de tous les hommes et les femmes engagés dans la résistance à Lyon et sa région est fait par Bruno Permezel dans : Résistants à Lyon, Villeurbanne et aux alentours - 2824 engagements, BGA Permezel, 2003, Lyon, 740 p.,  (ISBN 2-909992-91-8).
3. ↑  Une synthèse très riche des mouvements de résistance lyonnais peut être consulté dans : Marcel Ruby, Résistance et Contre-Résistance à Lyon et en Rhône-Alpes, Horvath, 1995, Lyon, 731 p.,  (ISBN 2-7171-0882-3).
4. ↑  Biographie sur le site du Musée de la résistance en ligne.
5. ↑  Le texte intégral de ce discours est difficilement accessible et reproduit par Laurent Douzou dans : Douzou 2016, p. 272
6. ↑  Voir la liste de ces plaques sur Commons.
7. ↑  Prix Chazière 1980, prix littéraire de la Résistance 1982.